# Senza pietà (film 1948)
Senza pietà è un film del 1948 diretto da Alberto Lattuada.

## Trama
La giovane Angela Borghi sogna di poter aprire una cartoleria. Fugge da Firenze per andare a cercare rifugio presso il fratello Carlo che si trova a Livorno, ma il ragazzo è morto. Quando è quasi arrivata resta coinvolta in una sparatoria e soccorre Jerry, sergente afroamericano dell'U.S. Army rimasto ferito in un conflitto a fuoco. Quando arriva alla stazione di Livorno la ragazza chiede aiuto ma, scambiata dalla Military Police per una prostituta, viene arrestata e trasportata al 5° Padiglione dell'ospedale di Livorno, dove venivano rinchiuse per la profilassi le donne catturate nelle retate.
Qui conosce Marcella e nella notte le due donne riescono a scappare. Marcella la conduce presso Pierluigi, boss livornese del contrabbando e dello sfruttamento della prostituzione. Angela cade nel giro della prostituzione, ma un giorno su un piazzale del porto incontra di nuovo Jerry e tra i due nasce un'amicizia. Pierluigi, che nel frattempo è diventato il protettore di Angela, dalla quale è attratto, capisce che può servirsi dei loro sentimenti per convincere Jerry a trafugare della merce dai magazzini dell'esercito statunitense. Ma al momento della consegna della refurtiva arriva la Military Police e Jerry viene arrestato e condotto in un campo di prigionia.
Evade qualche giorno dopo e riesce a fermare un camion sul quale stanno viaggiando il boss Pierluigi e Giacomo, il suo compare. Jerry si impadronisce del denaro di un altro "affare" che i due stavano preparando assieme al capitano di un mercantile argentino e fugge. Raggiunge Angela, ma è inseguito dagli uomini della banda di Pierluigi. Nel frattempo Marcella riesce ad uscire dal giro della prostituzione ed a fuggire negli Stati Uniti con il suo fidanzato, anch'egli afroamericano.
È l'alba quando i contrabbandieri riescono a raggiungere presso una chiesetta Jerry ed Angela, i quali sperano di poter anche loro fuggire in America. C'è una sparatoria, durante la quale la ragazza fa scudo col suo corpo a Jerry, rimanendo ferita a morte. Mentre il boss e i suoi scappano coi soldi, Jerry carica a bordo del camion il corpo senza vita di Angela e va a Calafuria, dove, disperato per la morte della ragazza, si suicida lanciando in mare il pesante mezzo dall'alto della scogliera.

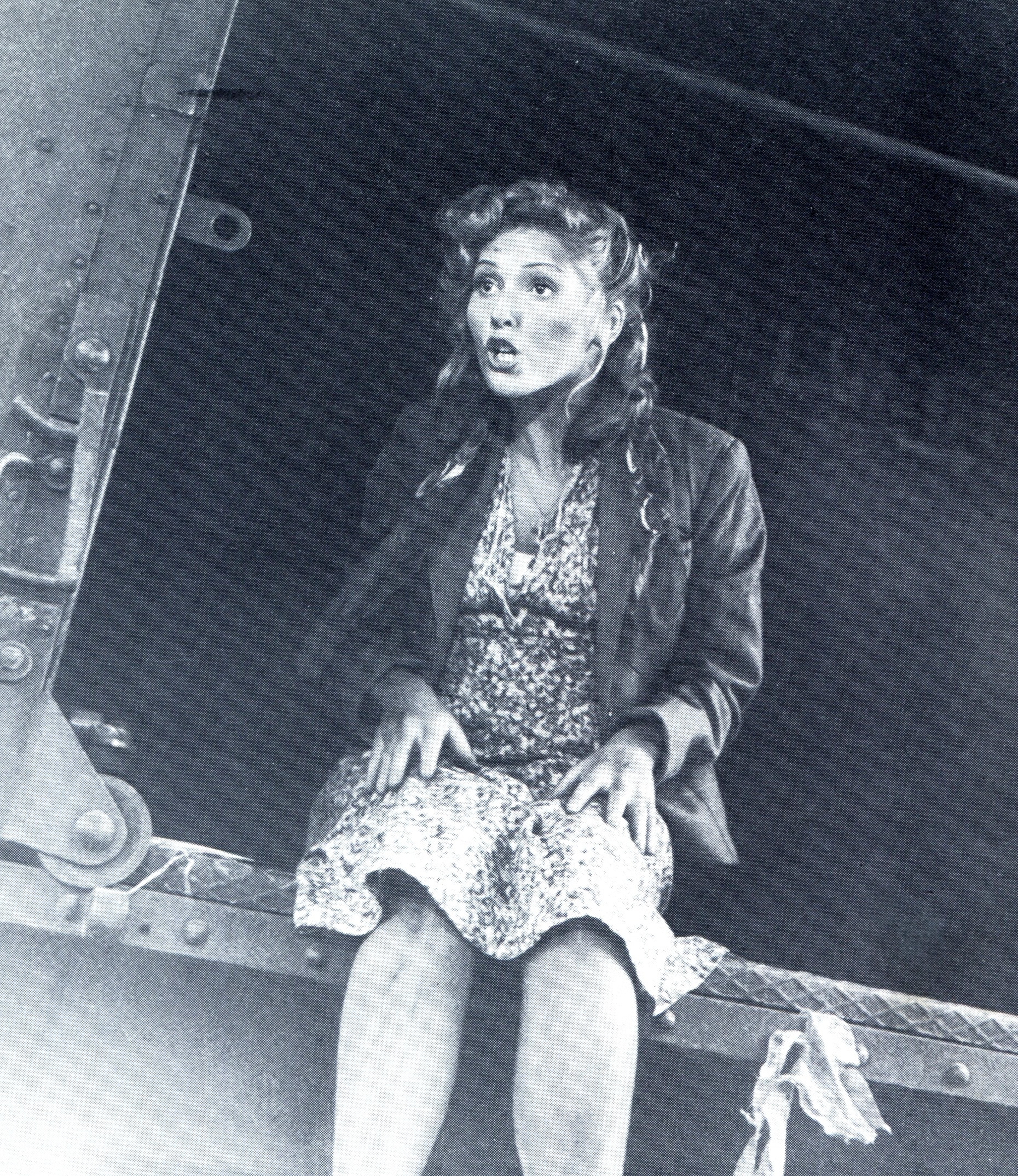
Carla Del Poggio in una scena iniziale del film.

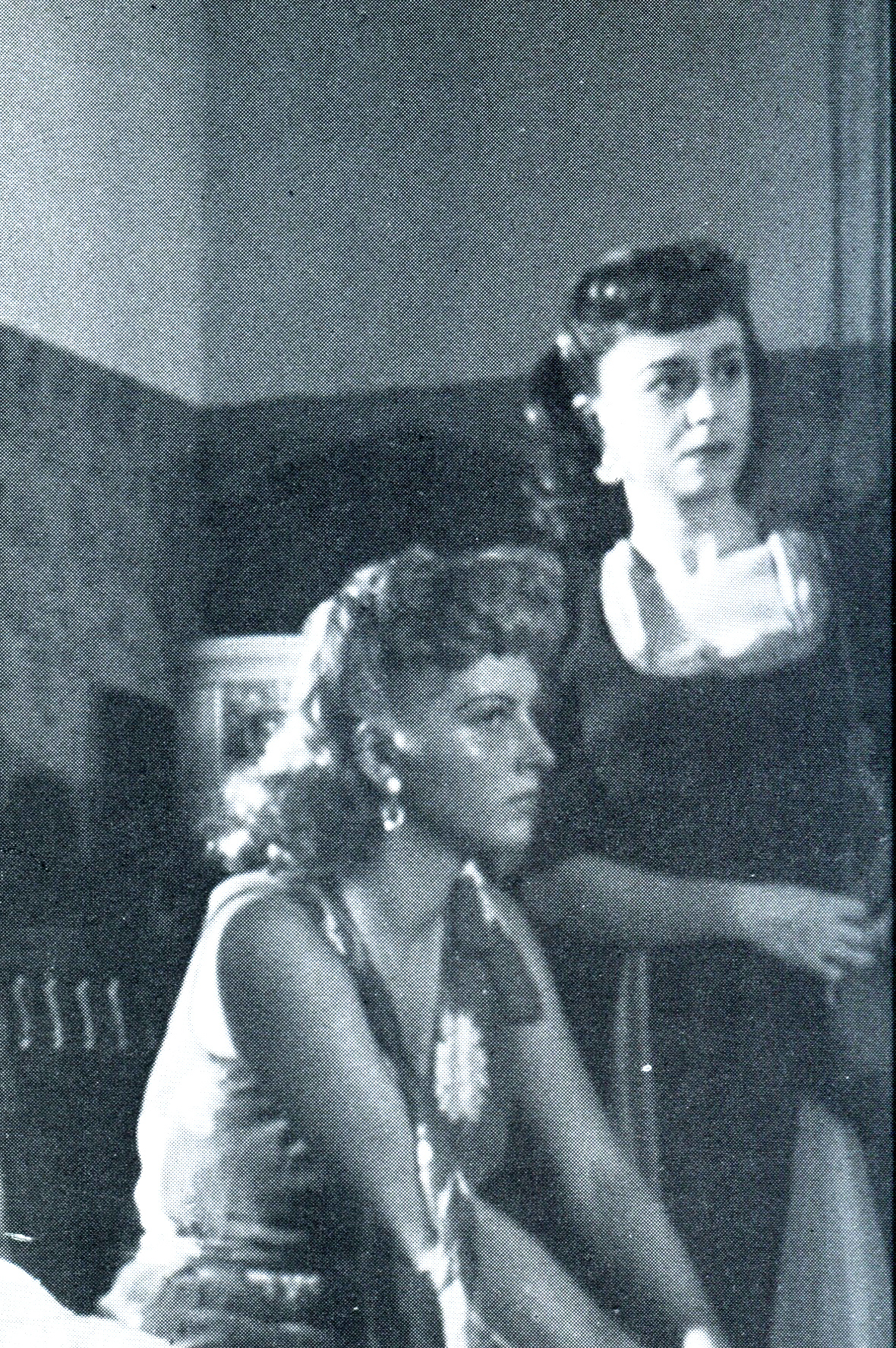
Carla Del Poggio con Giulietta Masina

## Realizzazione del film

### Soggetto e sceneggiatura
Secondo Callisto Cosulich fu il produttore Carlo Ponti - a quel tempo ancora alla "Lux film" - a suggerire a Lattuada la realizzazione del film, basato su un soggetto di Margadonna, dal titolo originale di Bye Bye Otello. L'ambientazione era in quella stessa pineta del Tombolo (da non confondersi con l'omonima area protetta regionale in Provincia di Grosseto, nei pressi di Castiglion della Pescaia), già scenario l'anno precedente di Tombolo, paradiso nero di Giorgio Ferroni. Il regista chiese a Fellini e Pinelli di recarsi sui luoghi per verificare se era possibile trarre da quel soggetto una sceneggiatura ed i due si trattennero sul luogo alcune settimane, travestendosi da vagabondi per potersi aggirare indisturbati nella zona
Lattuada così rievocò le origini del film: «È l'anno 1948, il momento di mandare al mondo una lettera di sfida antirazzista, in modo particolare una provocazione per l'opinione maccartista americana: la storia di un soldato nero che ama una ragazza bianca. Ponti non esita. [il film fu] una bomba. Parigi batte le mani, la stampa americana si divide per ovvie ragioni politiche, ma non arresta il cammino internazionale del film».

### Produzione
Senza pietà fu realizzato nella primavera del 1948, con una lavorazione resa difficile dalla presenza di malavita e prostitute (la stessa interprete Carla Del Poggio fu scambiata per una di esse), dalla necessità di accordi con le bande che infestavano l'area e dalla scarsità dei mezzi tecnici. Lattuada dovette quindi rinunciare a diverse scene, tra cui una in cui i soldati rastrellati nella pineta del Tombolo venivano imbarcati a forza su un mercantile per essere rimpatriati, mentre attorno alla nave giravano barche con mogli e fidanzate che mostravano i neonati frutto delle loro relazioni. La musica fu scritta da Nino Rota e – dicono i titoli di testa – fu elaborata sui temi dei negro spirituals.
Durante l'inverno 1944-45 la zona costiera tra Pisa e Livorno divenne un enorme deposito di materiali destinati a rifornire l'esercito statunitense. Nella stessa zona furono alloggiate molte delle truppe che avevano sostenuto l'urto di un contrattacco nazifascista dell'inverno 1944, tra cui la divisione Buffalo, composta quasi interamente da soldati afroamericani. Secondo la ricostruzione di Gianfranco Vené: «Viareggio divenne una Miami negra, attirando centinaia di "segnorine" e di malviventi. Ma presto gli incidenti, gli scontri, le risse, le sparatorie con la M.P. e le crudeltà sui civili assunsero un tale ritmo da imporre drastici provvedimenti. (…) I reparti di colore furono trasferiti in blocco nella pineta del Tombolo, già riserva reale».
Nacque così una specie di città tra gli alberi composta da tende e da capanne, spesso costruite con i tetti a cono tipici dell'Africa. Ai margini di questa "città proibita" si insediò ogni tipo di attività illegale, prostituzione, mercato nero, falsari di Amlire, spaccio di droga e commercio clandestino della penicillina, allora rara e costosa. La zona era sorvegliata da mercenari armati, spesso giovani sbandati provenienti dall'Italia meridionale. Fu, ancora secondo Vené, «il più agguerrito ammutinamento razziale subito dall'esercito americano», poiché i suoi occupanti dichiararono l'area “zona franca”, arrivando addirittura a dare asilo a prigionieri tedeschi evasi. Solo nell'autunno del '46, quando la guerra era finita da oltre un anno e mezzo, si riuscì a sgomberare la pineta del Tombolo e per questo fu necessario organizzare una vera e propria operazione militare congiunta tra truppe USA e Carabinieri. Ciononostante l'area restò insicura ancora per molto tempo.

### Interpreti
La principale interprete, Carla Del Poggio, moglie di Lattuada dal 1945, arriva a Senza pietà dopo una precedente carriera basata su soggetti spensierati, interrotta già nel 1946 dal Bandito, dove ha un ruolo intenso, ma non di primo piano. Qui diventa invece protagonista e «il personaggio di Angela, cucitole addosso da Lattuada, è una grossa occasione che le dà modo di manifestare notevoli capacità di attrice. È il ruolo che lei, cresciuta e maturata rapidamente attraverso gli eventi straordinari e drammatici della guerra, spera da tempo di interpretare: una donna in rivolta (…) così diversa dalle maliziose signorinette "zero in condotta" del cinema d'anteguerra».
Per Giulietta Masina, allora ventiseienne, il film di Lattuada fu il vero debutto cinematografico, perché prima di allora era apparsa con una piccola parte solo nell'episodio Firenze del Paisà di Rossellini. Dal 1943 era sposata con Fellini, uno degli sceneggiatori del film. Lo stesso Lattuada racconta che a quel tempo le due coppie erano molto amiche e formavano «un quartetto di amici inseparabili», rapporto che poi si interromperà tre anni dopo in occasione di Luci del varietà. Per il suo intenso ruolo di Marcella, dapprima avversaria e poi amica e confidente di Angela, la Masina ottenne nel 1949 il Nastro d'argento alla migliore attrice non protagonista.
John Kitzmiller, un ufficiale dell'esercito americano originario del Michigan, oltre ad essere interprete del film, fece anche da mediatore affinché fosse possibile girare le scene all'interno della insicura (v. riquadro) Pineta di Tombolo. Nel film lavorò anche, sotto lo pseudonimo di Pierre Claudè, il direttore dell'Hotel Majestic di Roma, dando vita al ruolo del capobanda Pierluigi. Fu la sua unica attività cinematografica. Da segnalare anche la partecipazione di Folco Lulli, che proprio con Lattuada aveva iniziato, quasi per caso, la sua attività nel cinema, quando il regista lo aveva notato ed impiegato ne Il bandito.

### Ambientazione
La pellicola fu girata tutta in esterni nella zona della pineta del Tombolo e a Livorno. Le scene finali sono riprese a Calafuria, nello stesso punto in cui quattordici anni dopo Dino Risi, rappresentando un'Italia completamente cambiata, girerà la celebre scena finale de Il sorpasso, nella quale la Lancia Aurelia di Gassman cade in mare.

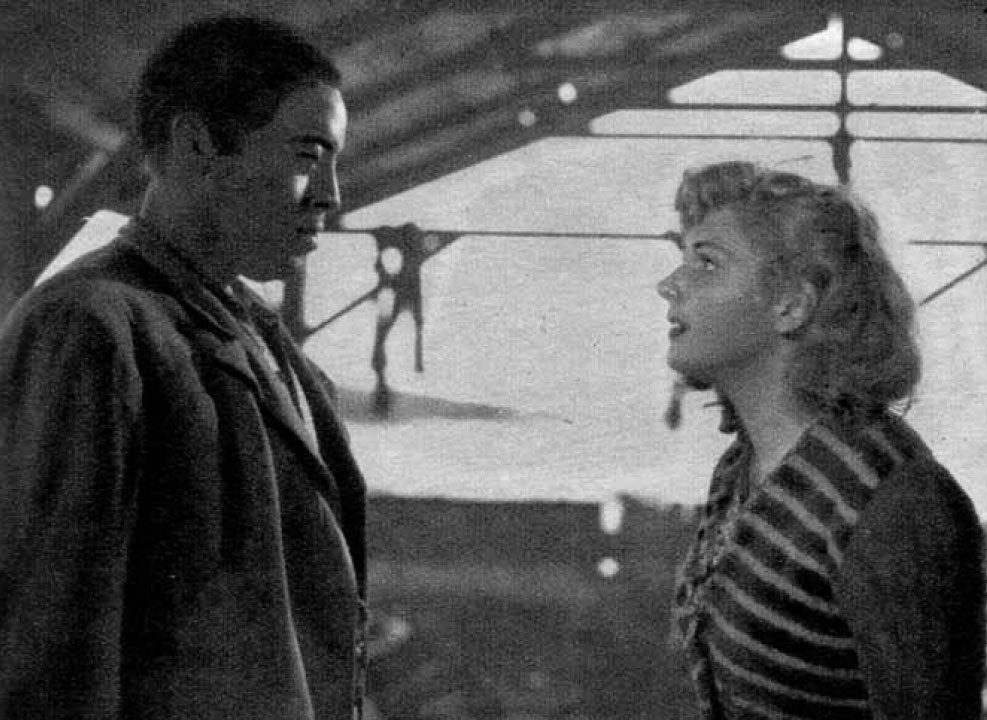
John Kitzmiller (Jerry) e Carla Del Poggio (Angela) in una scena del film

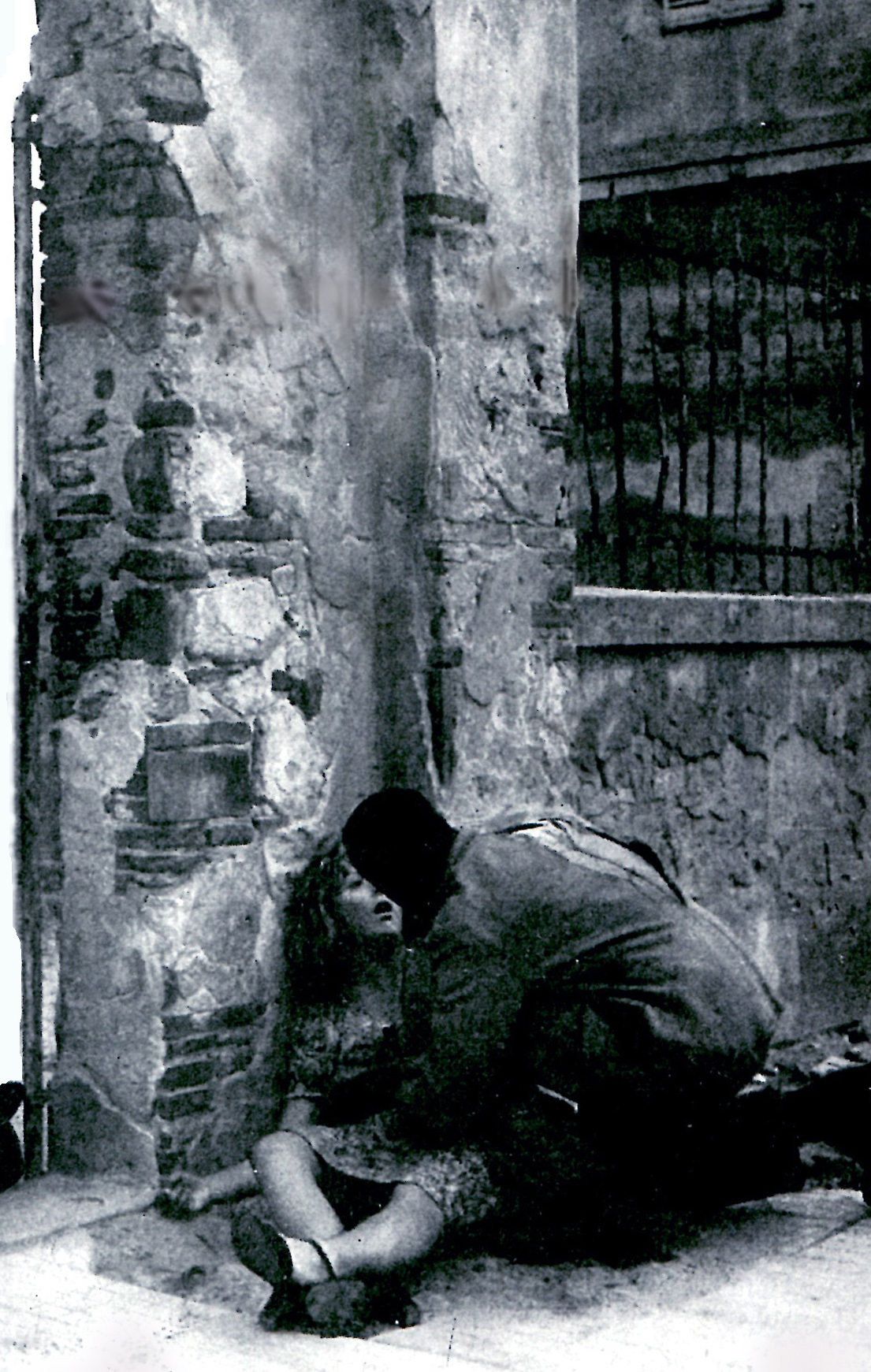
Il drammatico finale di Senza pietà: la scena della morte di Angela

## Accoglienza

### Delusione a Venezia
La Lux portò Senza pietà alla Mostra di Venezia con grandi speranze, ma questo film, al pari del Macbeth di Orson Welles, fu il più illustre sconfitto dell'edizione di quell'anno, vinta da Hamlet di Laurence Olivier,che poi otterrà anche l'Oscar 1949. Una sconfitta che alcuni anni dopo Lattuada attribuì «alla mia insopportabile posizione di indipendenza politica, [mentre] molta critica del dopoguerra era ciecamente partigiana».
In particolare Lattuada si scagliò contro la «nefasta influenza di Luigi Chiarini, gerarca fascista e collaboratore del periodico La difesa della razza, poi diventato nel dopoguerra un esponente di sinistra con una illuminazione improvvisa», accusandolo di aver voluto pregiudizialmente ostacolare il suo film: «Chissà – ha scritto, con un'allusione ai trascorsi politici del critico - forse ebbe un rigurgito razzista».

### Critica
Commenti contemporanei. I giudizi sul film ne misero in evidenza luci ed ombre, come Stampa Sera che scrisse: «Finita l'era dei pannicelli caldi, ormai piace al cinema italiano trattare le piaghe col ferro e col fuoco. Ma in Senza pietà la crudezza non è sempre artisticamente risolta e spesso tradisce la maniera ed il partito preso. Ciò non toglie che gli episodi riusciti siano parecchi e che tutto il film si segua con interesse. Carla Del Poggio, bellissima con quella sua aria di viso michelangiolesco, è una interprete ricca di volontà….» oppure il Corriere della sera, secondo il quale «per accettare questo film occorre superare il disagio in cui si affonda per l'ennesima storia della gente marcia di Tombolo. Non è soltanto materia truce, è materia di cattivo odore. Vi sono punti forti in cui si riconoscono l'acutezza e l'ingegnosità di Lattuada.». Anche Bianco e nero formulò un giudizio intermedio: «Forse pochi registi possiedono oggi in Italia il linguaggio espressivo delle immagini come Lattuada. Senza pietà, pur con una certa saldezza strutturale, appare intriso di luoghi comuni. Vorrebbe essere un film coraggioso ed è invece un film timido. Sfiora il problema dei rapporti tra razze diverse, ma non vuole affrontarlo decisamente».
Il film non piacque alla critica di ispirazione cattolica. L'Osservatore Romano del 20 ottobre 1948, infatti, valutò che «Le nobili intenzioni di una fratellanza universale al di sopra delle nazioni e delle razze si sono mescolate in un ibrido convenzionalismo che ha spostato l'interesse più sui valori esteriori che interiori della vicenda», ed altrettanto, se non più, negativo fu il giudizio del Centro Cattolico Cinematografico che classificò l'opera di Lattuada come "visione sconsigliata per tutti".

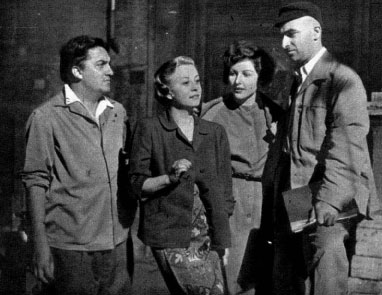
Immagini dal set di Senza pietà: da sin. Federico Fellini con la moglie Giulietta Masina, Carla Del Poggio con il marito Alberto Lattuada, rispettivamente co-sceneggiatore, interpreti femminili e regista del film: le due coppie avevano, alla fine degli anni Quaranta, una amichevole frequentazione anche nella vita privata

Commenti successivi. Claudio Camerini ricorda come «la progressione implacabile degli avvenimenti e la conclusione drammatica della vicenda non risparmiano severe critiche al film, in un momento in cui la "speranza" è una delle cifre del cinema neorealista. Ma il giudizio negativo dei recensori italiani è controbilanciato dal favore con cui i francesi accolgono il film; la sorte di Senza pietà sarà quello di tanti altri film di Lattuada, a cui uno studio attento ai valori strutturali e formali riconsegnerà, con il favore degli anni, il loro giusto valore storico». Di avviso analogo Gian Piero Brunetta («Senza pietà, con il Mulino del Po, rappresenta il momento della maturità espressiva del regista (…) con cui vengono ripresi i temi de Il bandito; con maggiore coerenza espressiva si fonde documento e dramma, introspezione psicologica ed intreccio melodrammatico, protesta per l'ingiustizia razziale e richiamo alla solidarietà, pessimismo e speranza») e, in anni più recenti, il Mereghetti, per il quale si tratta del «secondo viaggio di Lattuada nell'Italia disintegrata dell'immediato dopoguerra. In un momento in cui il messaggio di speranza è quasi obbligatorio, il regista ritrae un universo livido e senza vie d'uscita dove la messinscena crudamente realistica assume via via connotazioni simboliche. Carla Del Poggio si è ormai lasciata alle spalle i ruoli assennati d'anteguerra.»

### Risultato commerciale
Incasso in Italia. Senza pietà risulta aver introitato 201 250 000 lire dell'epoca. Un risultato commerciale che situa il film tra i primi per incasso (undicesimo posto su 46) tra quelli di produzione italiana usciti nelle sale nel 1948, anno in cui campione d'incasso fu I miserabili di Riccardo Freda (375 milioni di lire), peraltro sviluppatosi in due distinte pellicole, seguito da Fifa e arena, di Mario Mattoli, con Totò (371 milioni).
Successo al'estero. Il film ebbe anche un ottimo risultato in Europa, mentre non andò bene negli Stati Uniti, ove, secondo Cosulich vi era «un pubblico impreparato ad accettare l'amore tra un G.I. nero ed una italiana bianca.». I riscontri internazionali furono vantati anche dal regista, in una intervista del 1951: «ho trovato [per i miei film - n.d.r.] maggior calore e consensi di pubblico nelle sale di seconda a terza classe. Senza pietà (ed il successivo Il mulino del Po) sono diventati grandi incassi in Italia solo nelle sale a prezzi popolari. Poi c'è il pubblico estero. Per Il bandito e Senza pietà il pubblico e la critica francese hanno ingrandito il successo, che poi si è esteso ad altre nazioni. In Germania, ad esempio, Senza pietà è un incasso record dopo Riso amaro». In un'altra occasione il regista ha ricordato che «in Europa, ovunque andai, a Bruxelles, a Parigi, a Berna, fu un successo. Solo in Italia ci furono riserve, non ho mai capito bene da cosa furono dettate (…) d'altra parte Senza pietà alla lunga è venuto fuori, ogni volta che lo proiettano, soprattutto all'estero, suscita sempre reazioni positive».

## Riconoscimenti
- 1949 - Nastro d'argento
  - Nastro d'argento alla migliore attrice non protagonista a Giulietta Masina